# Компрессионный карбюраторный двигатель

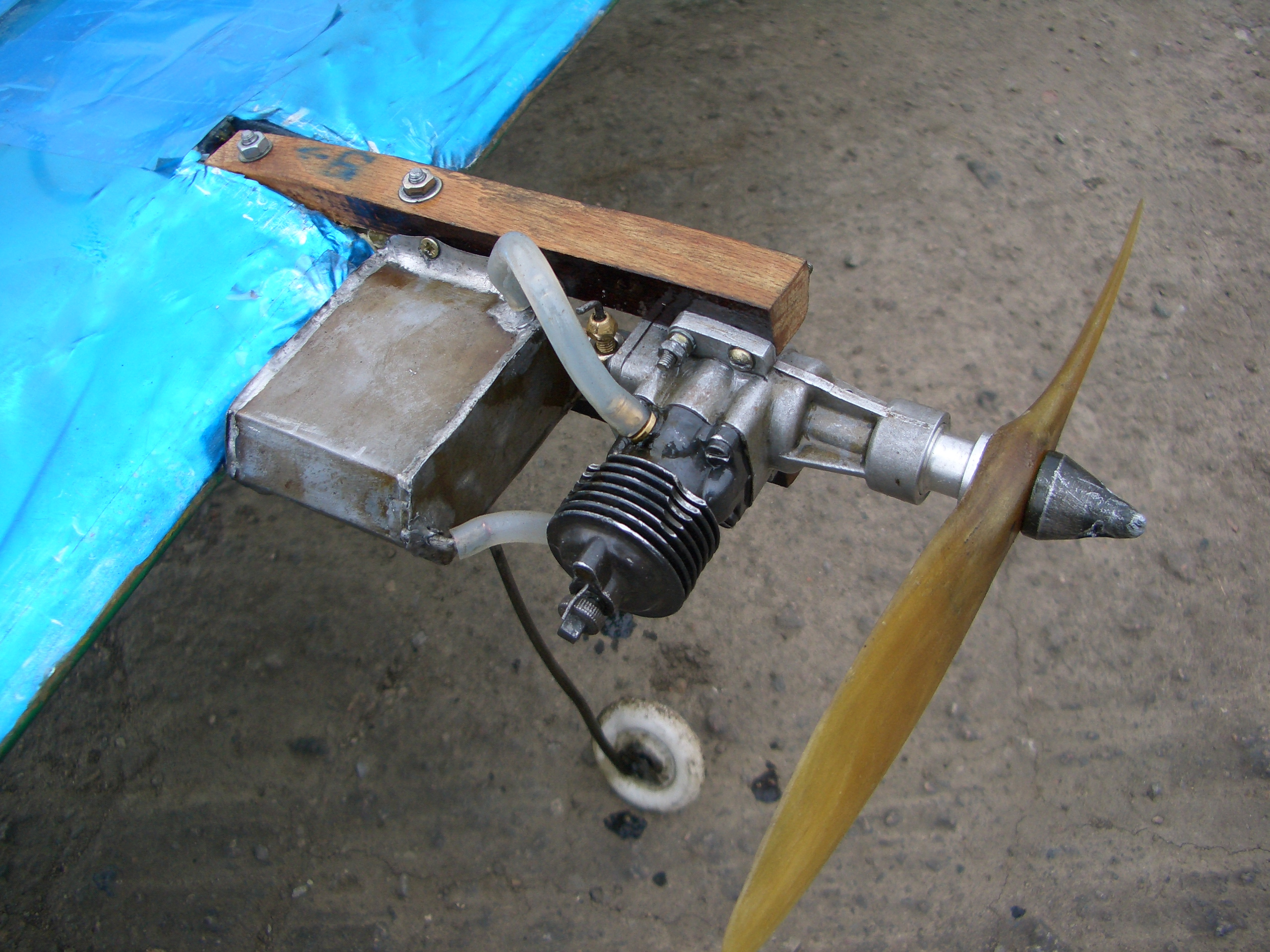
Компрессионный двигатель на авиамодели

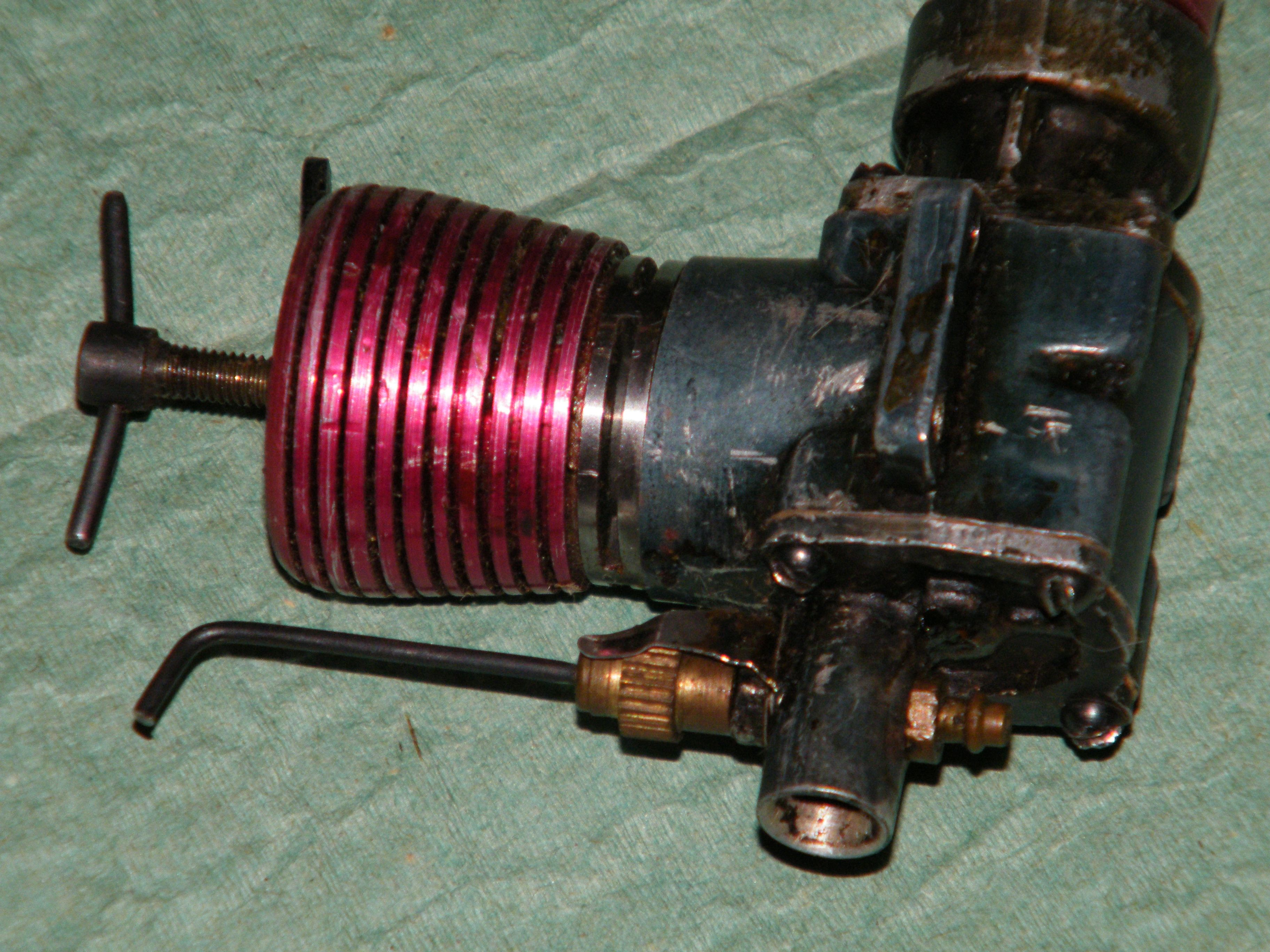
Простейший карбюратор авиамодельного двигателя «МК-12В»: только диффузор, жиклёр и дозирующая игла подачи топлива; воздушная и дроссельная заслонки отсутствуют

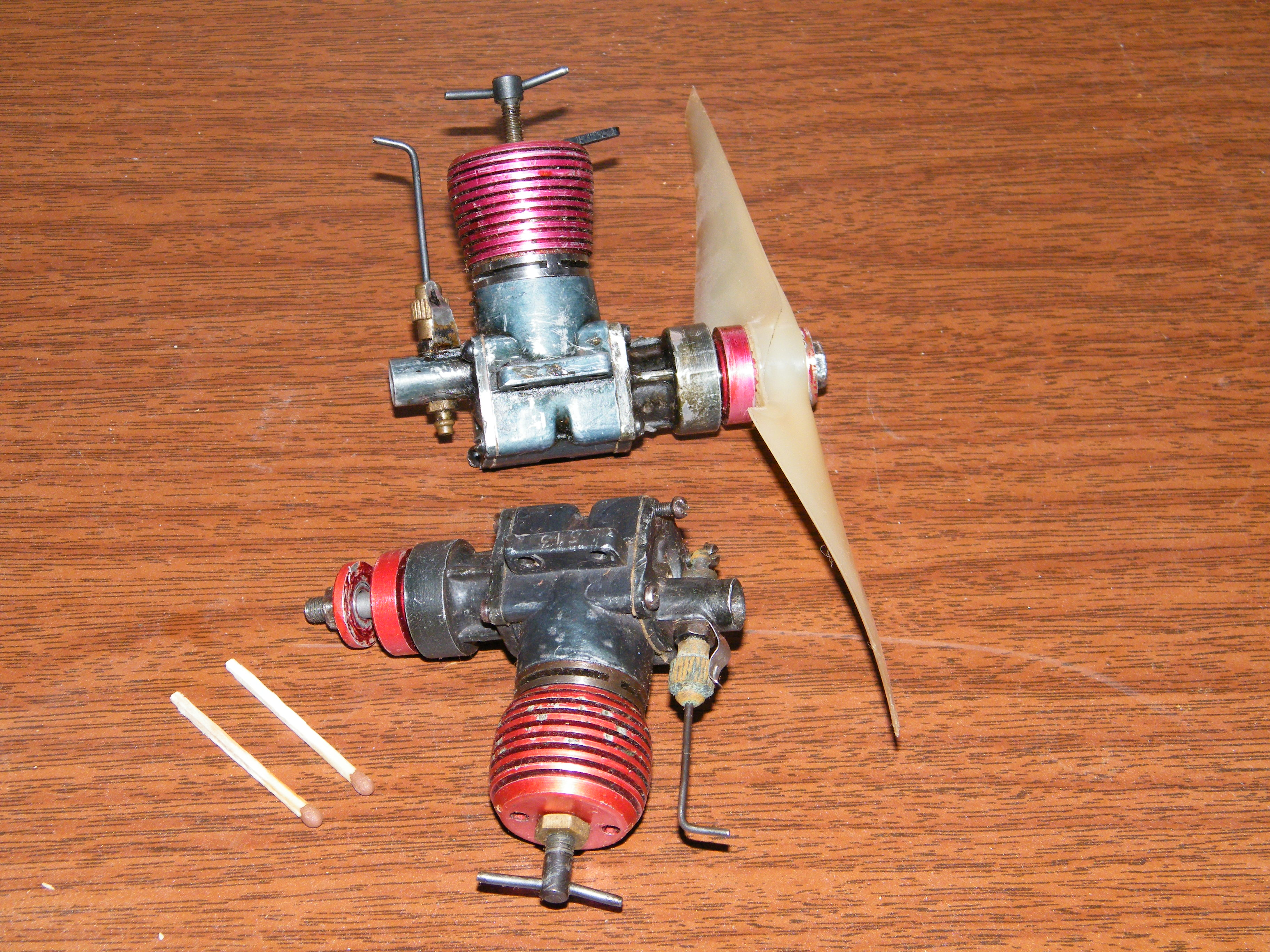
Двигатели «МК-12В»

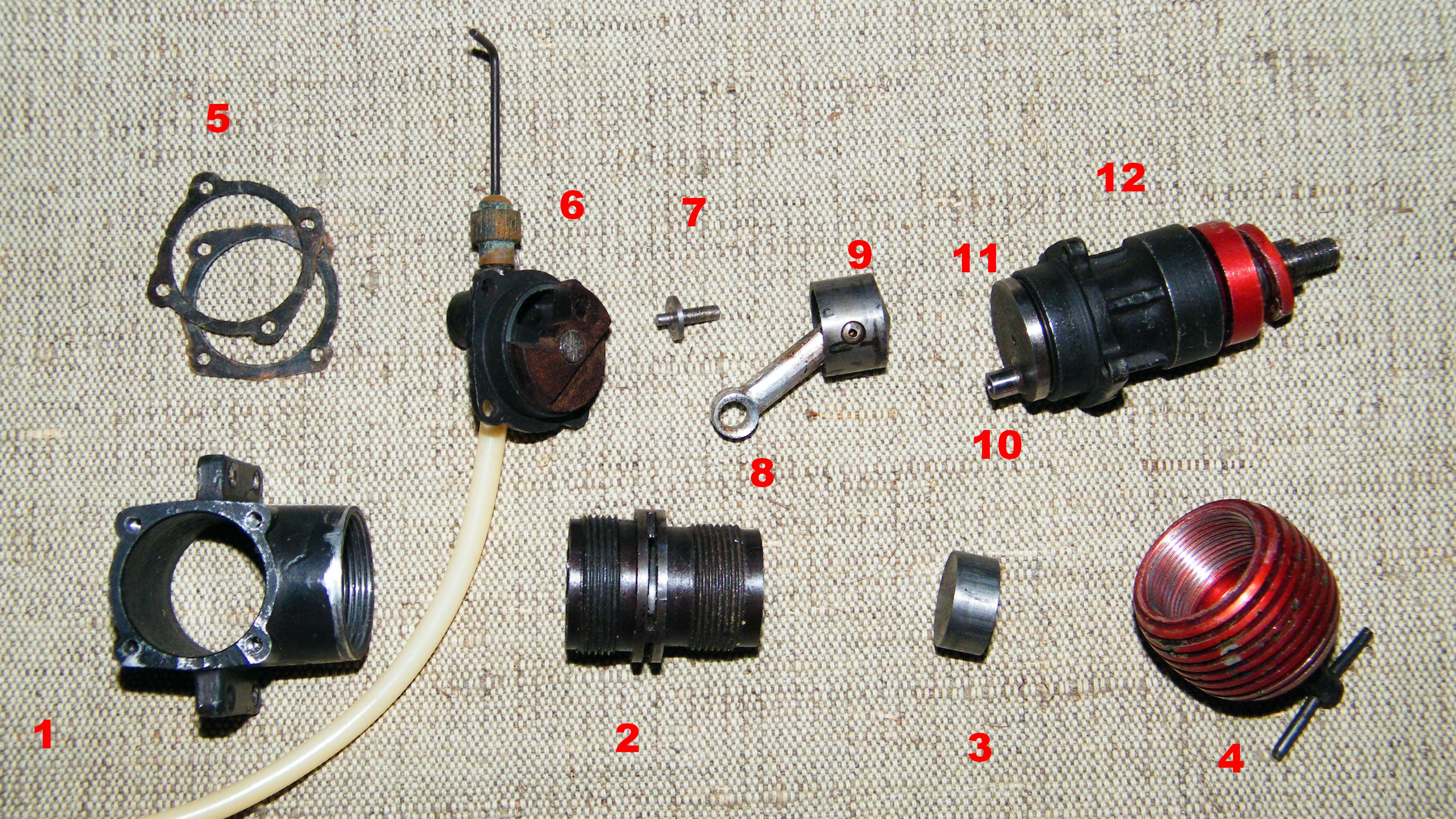
Устройство авиамодельного двигателя «МК-12В»:
1 картер
2 цилиндр, видны выпускные окна
3 контрпоршень
4 оребрённая рубашка воздушного охлаждения с винтом изменения степени сжатия
5 паронитовые прокладки
6 карбюратор с золотниковым газораспределительным механизмом, надета трубка подачи топлива
7 штифт привода золотника
8 шатун
9 поршень
10 коленвал
11 маховик
12 шарикоподшипниковый узел и крепление воздушного винта

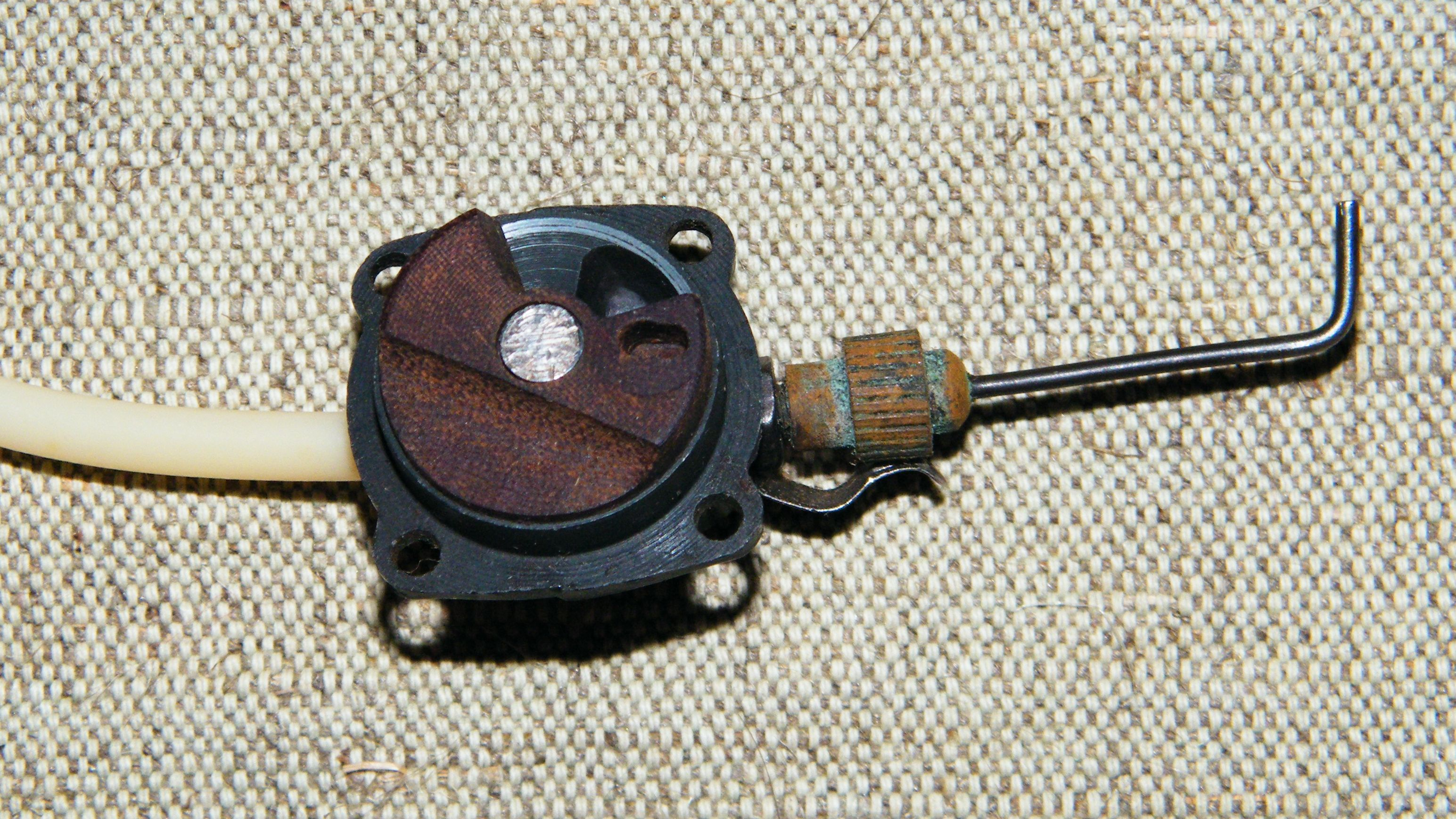
Золотниковый газораспределительный механизм двухтактного двигателя
На фотографии деталь авиамодельного компрессионного двигателя «МК-12В»
Золотник — текстолитовая шайба с профилированным сегментным вырезом, предназначен для регулирования подачи топливовоздушной смеси. Вращение от коленвала двигателя.

Компрессио́нный карбюра́торный дви́гатель — тип поршневого карбюраторного двигателя внутреннего сгорания, в котором воспламенение топливо-воздушной смеси происходит от высокой температуры при её квазиадиабатном (в идеальном случае - изоэнтропном) сжатии. Главным достоинством этого типа двигателя является предельная простота конструкции и вытекающая из этого дешевизна.
Топливом является, как правило, смесь диэтилового (медицинского) эфира, керосина и касторового масла в равных пропорциях. Подача топлива, как правило, самотёком из топливного бака.
В компрессионных модельных двигателях карбюратор, как правило, простейший — достаточно одного жиклёра с винтовой иглой для регулирования подачи топлива. Некоторые модели, например «МК-17» имели сменный диффузор; с малым диаметром — для начинающих авиамоделистов, с больши́м — для более опытных. Двигатель с малым диффузором развивал меньшие обороты и мощность, неопытный «пилот» тренировался на менее скоростном «самолёте». Продувка — кривошипно-камерная с вращающимся дисковым золотником. Глушитель и воздушный фильтр отсутствуют.
Степень сжатия регулируется контрпоршнем — подвижным поршнем, расположенным в головке цилиндра, изменяющим объём камеры сгорания. Контрпоршень перемещается винтом, расположенным в рубашке охлаждения цилиндра и фиксируется контргайкой от самопроизвольного выворачивания.
Компрессионные карбюраторные двигатели работают по циклу Отто.
В англоязычной технической традиции компрессионные карбюраторные двигатели зачастую именуют дизельными, хотя компрессионные и дизельные двигатели имеют разный принцип работы, разную конструкцию, работают по разным термодинамическим циклам (см. цикл Дизеля) и неизвестен какой-либо вклад Рудольфа Дизеля в их конструирование.

В компрессионных карбюраторных двигателях при такте сжатия в цилиндре сжимается топливо-воздушная смесь, то есть стехиометрическая смесь воздуха с парами топлива, приготовленная в карбюраторе, а момент воспламенения и состав топлива подобраны таким образом, чтобы обеспечивалось плавное сгорание топливовоздушного заряда (всего сразу!) с максимальной эффективностью (то есть с пиком горения на 35-45° поворота коленвала от ВМТ). Так как абсолютный объём камеры сгорания очень мал, а работа компрессионного двигателя происходит в длительном установившемся режиме без изменения оборотов и момента, такая регулировка оказывается возможной.
Степень сжатия в компрессионных двигателях ниже, чем в дизельных.
Таким образом, компрессионные двигатели не относятся к дизельным, так как в цилиндрах дизельных двигателей происходит сжатие не топливо-воздушной смеси, а чистого воздуха, а затем в конце такта сжатия топливный насос высокого давления дизельного двигателя впрыскивает дизельное топливо через форсунку в цилиндр, где оно воспламеняется от нагретого до высокой температуры воздуха и сгорает не сразу, а по мере впрыска оно горит факелом (пламенем), процесс рабочего хода изобарный. В то же время, как в компрессионном двигателе происходит не факельное горение топлива, а взрывообразное сгорание с формированием быстро распространяющегося фронта воспламенения, как в калильном или бензиновом двигателе (условно это изохорный процесс, что не совсем верно, так как за время распространения фронта воспламенения поршень успевает сдвинуться от верхней мертвой точки, следовательно, меняется и объём рабочего тела в цилиндре при условно неизменном его количестве, с пренебрежением потерями его через поршневые кольца), следовательно, и термодинамический цикл для компрессионного двигателя - это цикл Отто, а не Дизеля.
Запуск двигателя производился резкими ударами (резким проворачиванием) пальцами руки за воздушный винт (желательно надевать добротную кожаную перчатку). При этом регулировались подача топлива и степень сжатия. После запуска двигатель регулировался на максимальные обороты. Перемещением контрпоршня добиваются устойчивой работы двигателя на максимальных оборотах.
В СССР выпускались двухтактные двигатели «МК-16» и «МК-17» (рабочий объём 1,5 куб. см.), «МК-12В», «МАРЗ», «Ритм», «КМД-2,5» (рабочий объём 2,5 куб. см). Их устанавливали на модели самолётов, автомобилей, судов.
На моделях автомобилей двигатель связан с колёсами через понижающий редуктор; сцепление, коробка передач и главная передача, как правило, отсутствуют. Для осуществления принудительного воздушного охлаждения на вал двигателя надевается осевой вентилятор.
По состоянию на 2005 год в России выпускались компрессионные двигатели серии «МДС» с различным рабочим объёмом.